# Lycopodina
Lycopodina is een geslacht van sponsdieren uit de klasse van de Demospongiae (gewone sponzen).

## Soorten
- Lycopodina bilamellata (Lévi, 1993)
- Lycopodina callithrix (Hentschel, 1914)
- Lycopodina calyx (Hentschel, 1914)
- Lycopodina comata (Lundbeck, 1905)
- Lycopodina communis (Lopez & Hajdu, 2014)
- Lycopodina cupressiformis (Carter, 1874)
- Lycopodina ecoprof (Lopes & Hajdu, 2014)
- Lycopodina globularis (Lévi, 1964)
- Lycopodina gracilis (Koltun, 1955)
- Lycopodina hadalis (Lévi, 1964)
- Lycopodina hydra (Lundbeck, 1905)
- Lycopodina hypogea (Vacelet & Boury-Esnault, 1996)
- Lycopodina infundibulum (Levinsen, 1887)
- Lycopodina lebedi (Koltun, 1962)
- Lycopodina lycopodium (Levinsen, 1887)
- Lycopodina microstrongyla (Lopes, Bravo & Hajdu, 2011)
- Lycopodina minuta (Lambe, 1900)
- Lycopodina occidentalis (Lambe, 1893)
- Lycopodina parvula (Hestetun, Fourt, Vacelet, Boury-Esnault & Rapp, 2015)
- Lycopodina rastrichela (Hestetun, Fourt, Vacelet, Boury-Esnault & Rapp, 2015)
- Lycopodina robusta (Levinsen, 1887)
- Lycopodina vaceleti (van Soest & Baker, 2011)
- Lycopodina versatilis (Topsent, 1890)